# William S. McKinnon

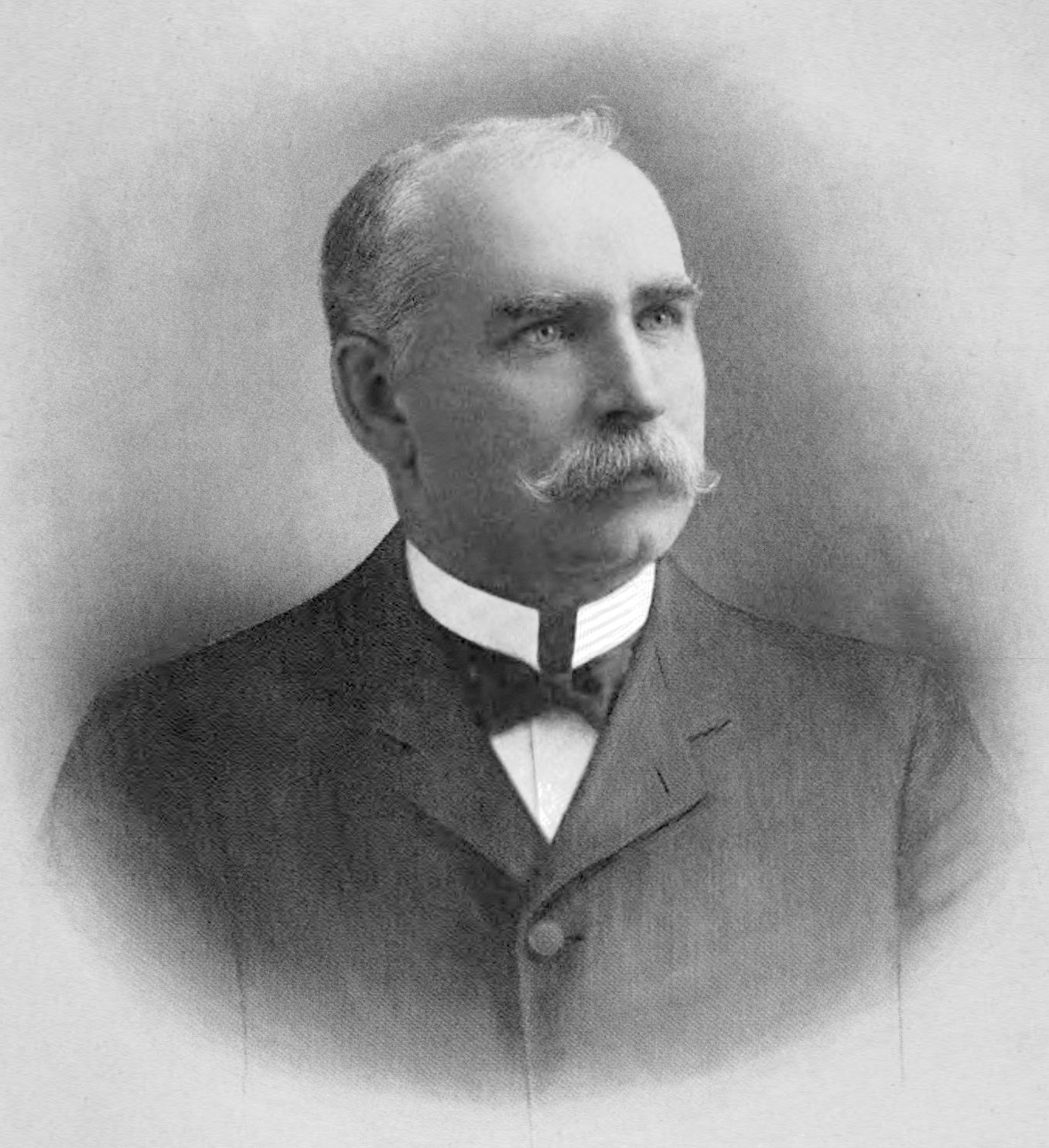
William S. McKinnon

William Stranchon McKinnon (* 19. Dezember 1852 in Owen Sound, Kanada; † 17. November 1908 in Ashtabula, Ohio) war ein US-amerikanischer Geschäftsmann und Politiker (Republikanische Partei). Er saß in der Ohio General Assembly und war von 1904 bis 1908 Treasurer of State von Ohio.

## Werdegang
William Stranchon McKinnon wurde 1852 in Ontario geboren. Seine Familie zog nach Cleveland (Ohio), wo er aufwuchs und Mechaniker wurde. McKinnon ließ sich dann in Ashtabula (Ohio) nieder, wo er mehrere Maschinenwerkstätten besaß. Ferner saß er im Board of Education und City Council. Er wurde zum Bürgermeister von Ashtabula gewählt. Am 2. April 1878 heiratete er Octavia J. Porter. Das Paar hatte vier Söhne und eine Tochter. 1880 gründete und leitete er die McKinnon Iron Works Company im Ashtabula Harbor.
McKinnon wurde 1897 in das Repräsentantenhaus von Ohio gewählt und in den Folgejahren wiedergewählt. Er saß von 1898 bis 1903 in der 73., der 74. und der 75. General Assembly. Von 1902 bis 1903 wurde er dort zum Speaker of the House gewählt. Im Mai 1900 wurde er zum Ohio Commissioner bei der Pan-American Exposition ernannt. Die Republikanische Partei nominierte ihn 1903 für das Amt des Treasurers of State von Ohio. Er gewann die folgende Wahl und wurde dann 1905 wiedergewählt. In der Folgezeit wurde beschlossen die Wahlen auf die geradzahligen Jahre zu verlegen. McKinnon entschied sich 1908 nicht zur Wiederwahl anzutreten. Seine Amtszeit hätte im Januar 1909 geendet, aber McKinnon verstarb am 17. November 1908 in seinem Haus in Ashtabula.